# كناسألا

موقع كـَـنــّاسـْألا.

شعار كـَـنــّاسـْألا.

كـَـنــّاسـْألا (بالفنلندية: Kangasala؛ [ˈkɑŋŋɑsˌʔɑlɑ]) مدينة فنلندية، تقع في إقليم بيركانما، بجانب مدينة تامبيري، تأسست في عام 1865.
يبلغ عدد قاطنيها 28.552 ساكن، ويغطي نطاقها البلدي مساحة 649.8 كم² منها 160.55 كم² ماء. وتبلغ الكثافة السكانية 58.36 نسمة/كم².
تشتهر بجمال طبيعتها، كما صوره الشاعر ساكريس توبيليوس في قصيدته "Kesäpäivä Kangasalla" (غناها غبريال لينسن). كما تـُعرف بقصورها، مثل ليوكسيالا حيث عاشت ملكة السويد كارين مونستودر، وفاكسو. كـَـنــّاسـْألا تاريخ طويل من السياحة.
وتقع بحيرات رويني، وفيسيارفي ولانغلفيسي في كـَـنــّاسـْألا. وقد ذكرت أول اثنتين في القصيدة المشهورة، وبحيرة فيسيارفي التي نظمها نتغاضى الخلابة وصفها في كلمات تقع.
وعزز بلدية أو ساهالهتي إلى 1 يناير 2005 على كـَـنــّاسـْألا.

## السياحة

### ينابيع الاستشفاء
كانت كـَنـّـاسـْـألا مقصداً شعبياً منذ القرن الثامن عشر. وكان يعتقد ان المياه في ينبوع كووهو (Kuohunlähde) أن يكون لها آثار الشفاء. في ذلك الوقت، ومنعش في منتجع صحي الاستحمام، مع الأخذ في الهواء الطلق ممارسة وتتمتع المياه الشافية وكانت مألوفة بين الأرستقراطية. كان أيضا السبب في أن السياح الحقيقية الأولى في كـَنـّـاسـْـألا جاء لقضاء عطلاتهم هناك.
تم بناء الحمامات التي ينبوع كووهو الذي كان قليلا في وقت لاحق من قبل اتباع مطعم منفصلة ومبنى الفندق. حتى جاء الناس من أماكن بعيدة لتحديث أنفسهم هناك، ويفضل أن يكون على الأقل مرة واحدة في السنة. في الوقت نفسه المسافرين لديها فرصة جيدة لتبادل الأخبار، ومناقشة مع بعضها البعض ومعرفة أحدث الاتجاهات في أزياء. ربما يمكن التدليك السياحة تعتبر من سلفه قضاء العطلة الحديثة. في ذلك الوقت، ومع ذلك، فإنه كان في المقام الأول هواية من النبيلة ومزدهر البرجوازية فقط.

## سكان بارزون
- فاينو لينا، توفي في كـَـنــّاسـْألا.
- إيرو برغ
- سولو بارلوند
- أني ريكلا
- ماري سآرينن
- ريو هكانن
- سولو كولكا
- غوستاف فون نومرس
- أنتي تولنهيمو
- فيلي يوناس بلتولا
- كارن هانسدوتر، عشيقة يوهان الثالث ملك السويد، أعطيت عزبة فاسكو سنة 1561.
- ولد السياسي والصحافي الفنلندي أغاتون ميورمان وعاش في كـَـنــّاسـْألا، وتمتلك عزبة ليوكسيالا.
- كاتب والفنلندية يلماري فيني ولدت وعاشت في كـَـنــّاسـْألا.
- الممثل الفنلندي ماركو بلتولا عاش في كـَـنــّاسـْألا.

## وصلات خارجية
- بلدية كـَـنــّاسـْألا – الموقع الرسمي